# Savijev netopir
Savijev netopir (znanstveno ime Hypsugo savii) je majhna vrsta netopirjev, ki je razširjena po Evraziji in delih Severne Afrike. Znanstveno ime je dobil po italijanskem naravoslovcu Paolu Saviju.

## Opis
Savijev netopir zraste v dolžino med 4 in 5,4 cm, razpon prhuti ima okoli 22 cm, tehta pa med 5 in 10 g. Prehranjuje se z različnimi letečimi nočnimi žuželkami, ki jih lovi s pomočjo eholokacije na frekvencah med 31 in 35 kHz.

## Razširjenost
Savijev netopir je izvirno sredozemska vrsta, a se je v zadnjih desetletjih razširil v Srednjo in Zahodno Evropo in dosegel celo Škotsko in severno Nemčijo. V Sloveniji je nekdaj za najsevernejše območje Savijega netopirja veljala širša okolica Grosupljega, a so ga konec oktobra 2010 našli tudi v Kranju, izpričan pa je tudi v vzhodni Sloveniji. V te kraje najverjetneje zahaja med jesenskimi selitvami.